# ماسيميليانو ايسبوسيتو
ماسيميليانو ايسبوسيتو (بالإيطالية: Massimiliano Esposito)‏ هو لاعب كرة قدم إيطالي في مركز الوسط، ولد في 27 مايو 1972 في نابولي في إيطاليا. لعب مع كييفو فيرونا ونادي بريشيا ونادي بيروجيا ونادي ترنانا ونادي تريستينا ونادي ريجيانا 1919 ونادي فينيزيا ونادي كاتانزارو ونادي لاتسيو ونادي نابولي وهيلاس فيرونا.

## وصلات خارجية
- ماسيميليانو ايسبوسيتو على موقع قاعدة بيانات كرة القدم.إي يو (الإنجليزية)
- ماسيميليانو ايسبوسيتو على موقع عالم كرة القدم.نت (الإنجليزية)